# Rozrazil perský

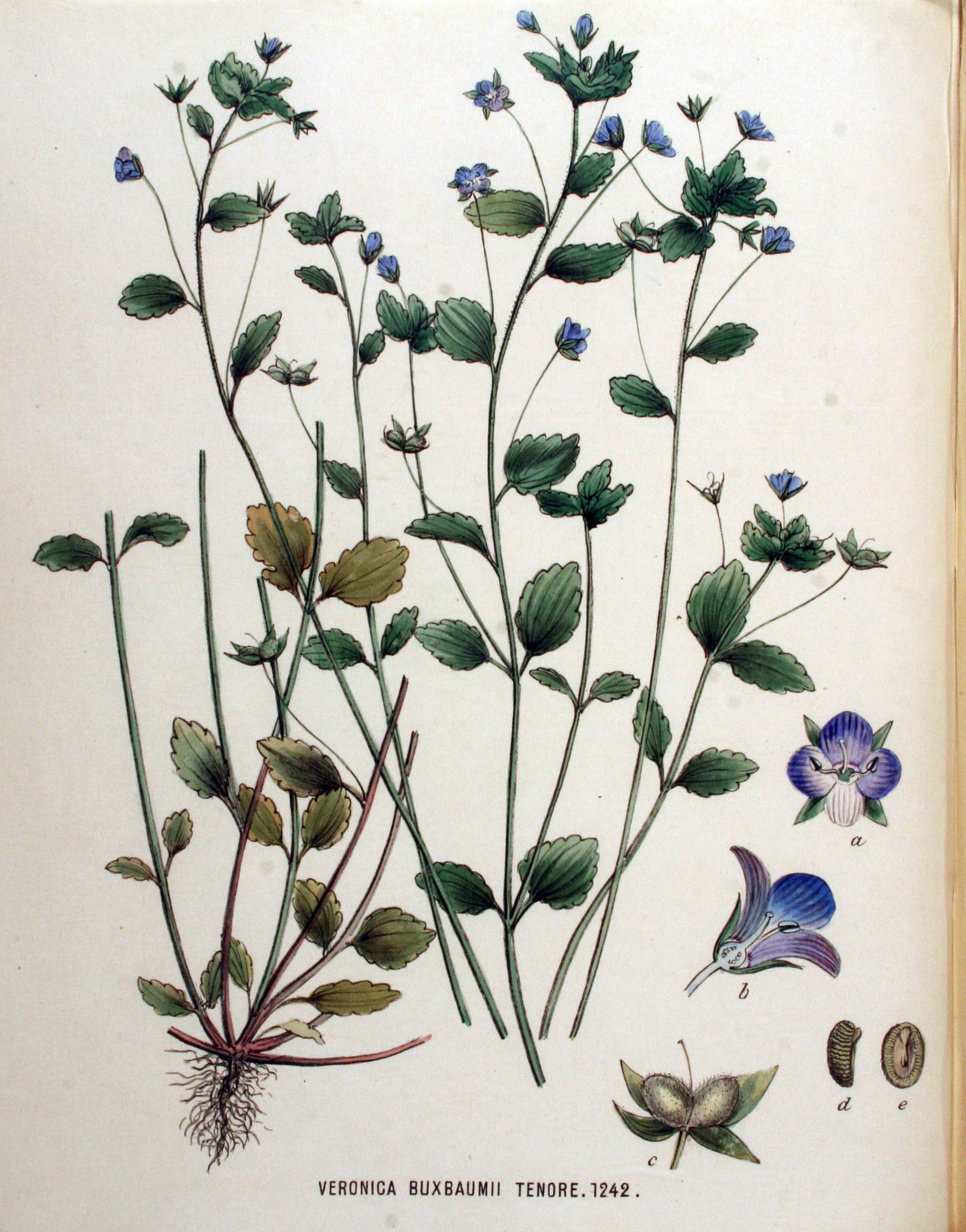
Zobrazení rozrazilu perského

Rozrazil perský (Veronica persica) je nízká, poléhavá nebo plazivá bylina často hodnocená jako plevel. Je považován za allotetraploid vytvořený přirozenou hybridizací mezi druhy Veronica polita a Veronica ceratocarpa. V české přírodě je nepůvodní druh, neofyt, který se do střední Evropy začal šířit počátkem 19. století. Na území dnešní České republiky byl poprvé zaznamenán již roku 1809.
Jeho domovem je středoasijské pohoří Alborz nalézající se na severu Íránu u Kaspického moře. Do evropské přírody se pravděpodobně dostal únikem z botanických zahrad a v současnosti je kosmopolitní druh mírného klimatického pásu na severní i jižní polokouli. Tento invazní druh se druhotně vyskytuje v Evropě a Asii až do 60° severní zeměpisné šířky a také v obou Amerikách, na jihu Afriky, v Austrálii i na Novém Zélandu.

## Ekologie

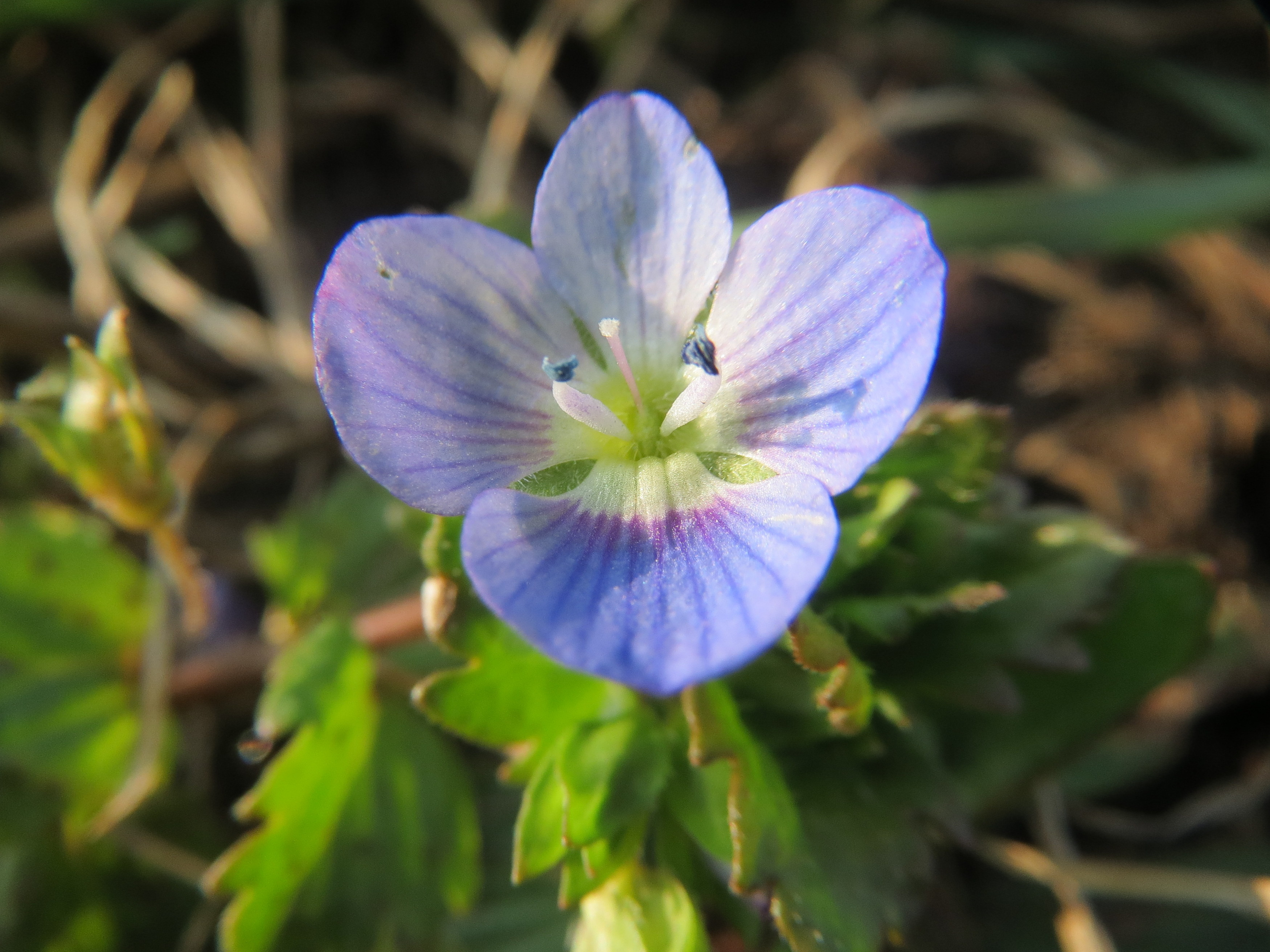
Květ

Patří k nejběžnějším plevelným a ruderálním druhům květeny Česka. Je rozšířen od nížin až do podhůří a často podél komunikací vystupuje do horských poloh, v Krkonoších až do 1300 m. Má širokou škálu ekologických vlastností a roste na nejrůznějších antropogenních půdách, na obdělávaných polích s obilninami i okopaninami, na strništích i čerstvých úhorech, v zahradách, řídkých městských trávnicích, na okrajích cest nebo podél železničních tratí, stejně jako na rumištích, skládkách i v kompostech. Neroste pouze na místech s ekologickými extrémy, jako jsou hluboké písky či soustavně podmáčená nebo trvale suchá stanoviště.
Rostlina je přes hojný výskyt konkurenčně velmi slabá, což je dáno i její malou výškou. Neproniká do zapojených trávníků a nevytváří uzavřené porosty. Může růst a vyvíjet se i za nízkých teplot, je však světlomilná a při dostatečném zastínění vyššími rostlinami se vytrácí. Je terofyt kvetoucí od konce jara do počátku podzimu.
Je v zásadě jednoletou bylinou, která se stává často dvouletou nebo může v mírných zimách přezimovat v kterémkoliv vývojovém stadiu a na jaře pokračovat v růstu. Bývá proto považován za rostlinu ozimou až dvouletou, která po vysemenění rychle odumírá. Rozmnožuje se semeny a někdy i kořenujícími lodyhami. Ploidie druhu je 2n = 28.

## Popis
Jednoletá nebo dvouletá rostlina s tenkou lodyhou, která bývá jednoduchá nebo od báze větvená a je dlouhá 10 až 50 cm. Lodyha je poléhavá nebo v horní polovině vystoupavá, chlupatá, tlustá asi 1 mm a na průřezu oblá; vyrůstá z tenkého, až 25 cm hluboko sahajícího kořene. Je porostlá řapíkatými listy, dolejší jsou vstřícné a vyšší střídavé. Čepele mají široce vejčité, 1 až 2 cm dlouhé, na bázi uťaté, na konci tupě špičaté, po obvodě hrubě pilovité a oboustranně chlupaté.
Světle modré květy se světlou skvrnou v jícnu vyrůstají na stopkách jednotlivě z paždí listenů, které tvarem i velikosti se podobají listům. Oboupohlavné květy sestavené do hroznu mají stopky delší než listeny, v době květů od vřetene květenství šikmo odstávají a při plodech jsou svěšené dolů. Kalich má čtyři cípy úzce vejčité až kopinaté, 6 mm dlouhé a za plodu zvětšené. Kolovitá koruna mívá v průměru 8 až 13 mm, je asi do pětiny srostlá a čtyři nestejně velké, obvejčité lístky jsou převážně světle modré s tmavším žilkováním. Horní lístek je širší než delší, je modrý a má na bázi bílou skvrnu, dva postranní jsou široké stejně jak dlouhé a modré, dolní lístek je nejužší a často bývá bělavý. Květ má dvě tyčinky s nitkami vespod srostlými s korunní trubkou a prašníky modré barvy. Pestík je vytvořen ze dvou plodolistů a nese vytrvalou čnělku s polokulovitou bliznou. Při nepříznivém počasí se květy mohou opylit vlastním pylem, aniž by se otevřely.
Plod je dvoupouzdrá tobolka asi 5 mm velká a 8 mm široká, ledvinovitá, nahoře vykrojená a z boku smáčknutá. V každém pouzdře obsahuje tři a více žlutohnědých, eliptických, bočně stlačených semen asi 2 mm velkých, která se rozšiřují hlavně větrem. Semena jsou nepravidelně klíčivá, vzcházejí nejlépe z povrchu půdy, ve středoevropských podmínkách klíčí průběžně od jara do podzimu, postačí i teplota +2 °C.

## Význam
Rozrazil perský může mít i více generací za vegetační sezonu. Při obdělávání půdy vždy vyklíčí nová, dlouze životná semena, která se dostala do polohy příhodné pro vzklíčení. Protože se rychle rozrůstá i v chladném období, může utlačovat hlavně mladé užitkové rostliny. Je vázán na široký, ale stabilní a uzavřený okruh biotopů bez větších přesahů do přirozené vegetace, je v České republice považován za poměrně málo škodlivý plevel.

## Galerie

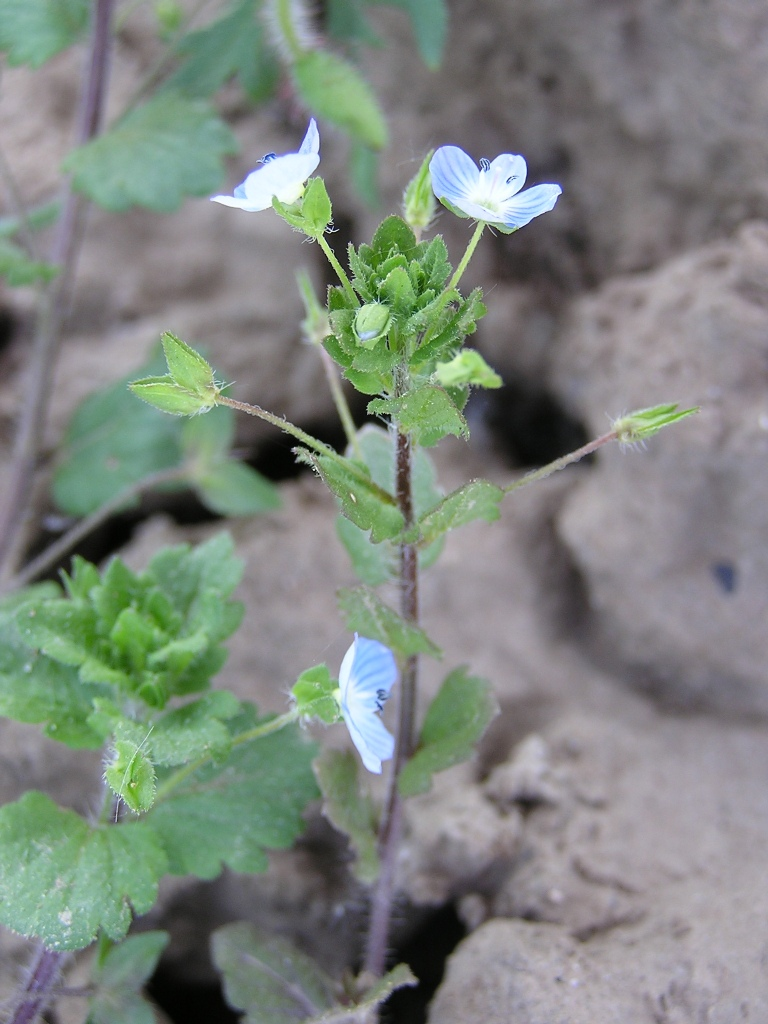
Rozrazil perský
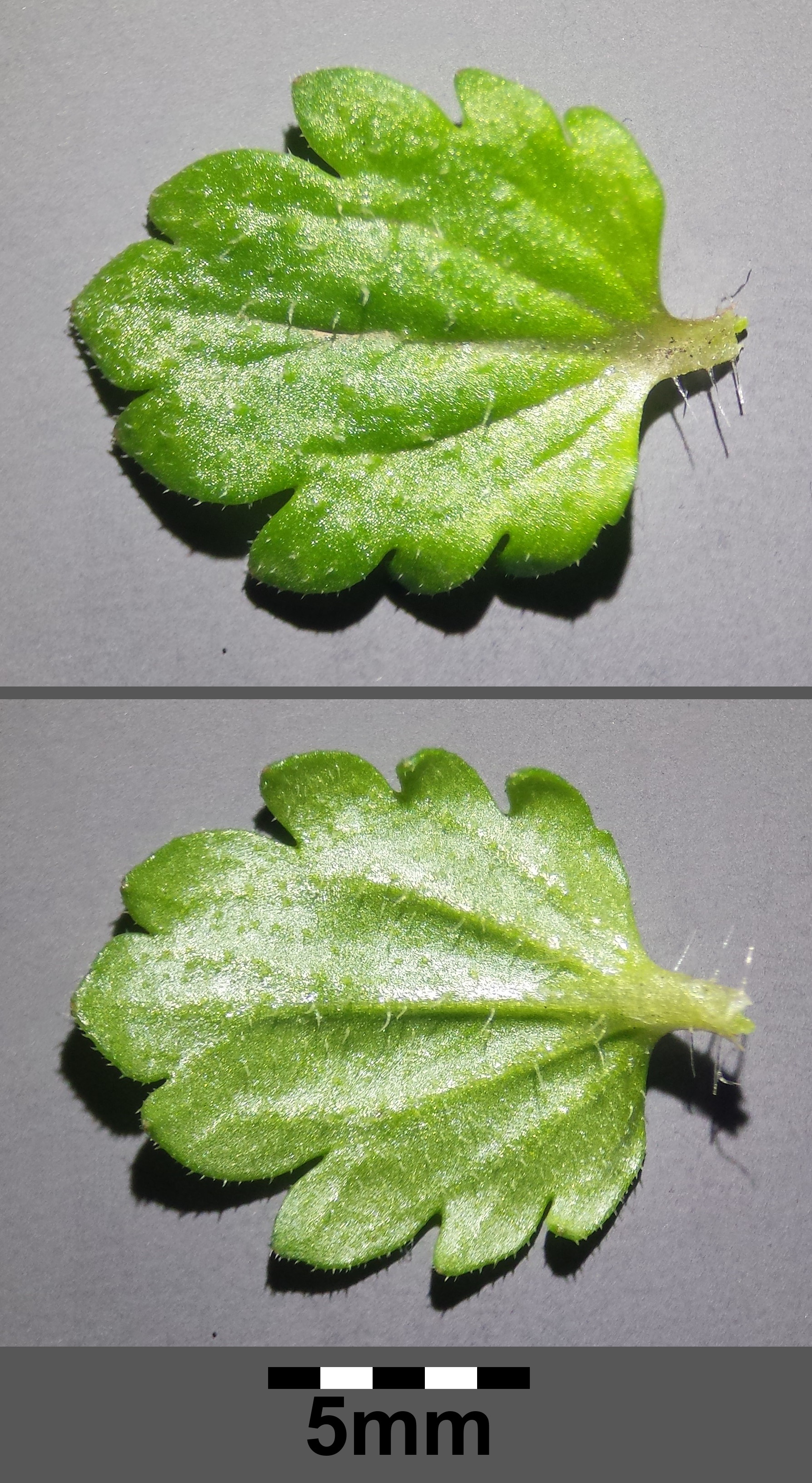
Listy
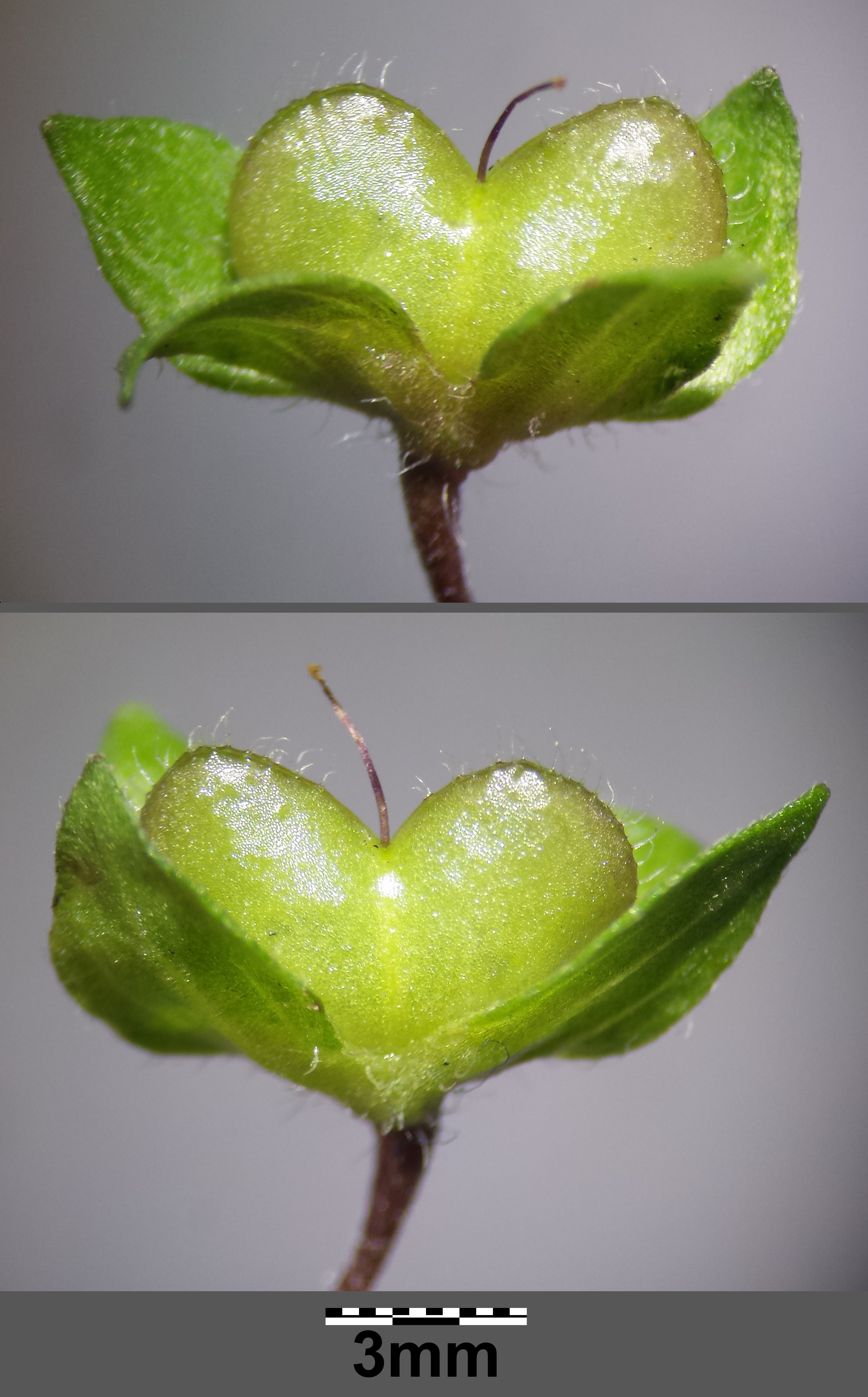
Tobolka v kalichu
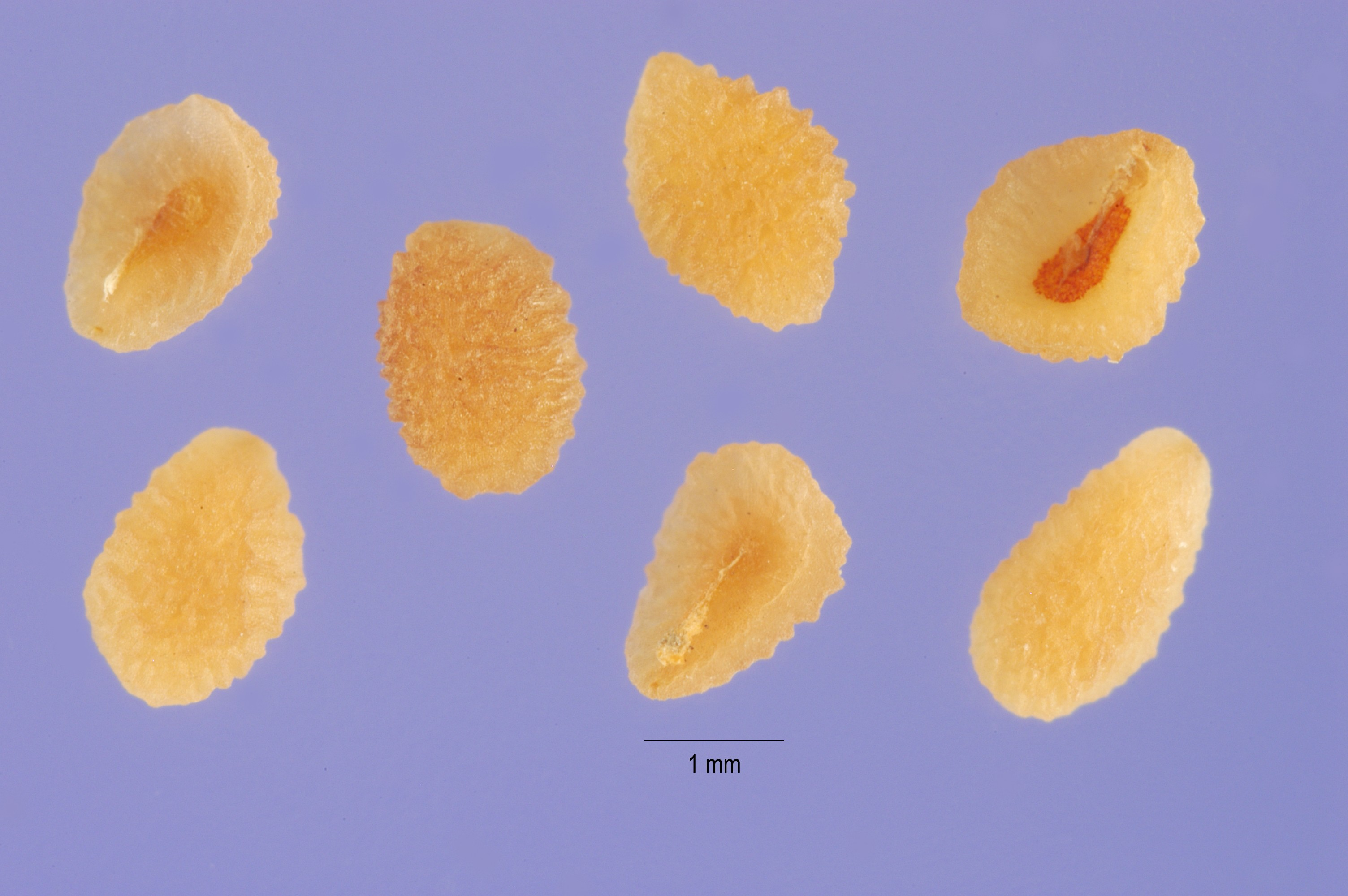
Semena